# Campionati asiatici di ginnastica aerobica 2023
I Campionati asiatici di ginnastica aerobica 2023 sono stati la 8ª edizione della competizione organizzata dalla Asian Gymnastic Union.
Si sono svolti a Ulan Bator, in Mongolia, dal 14 al 16 settembre 2023.

## Medagliere
| Pos.   | Nazione       | Oro | Argento | Bronzo | Totale |
| ------ | ------------- | --- | ------- | ------ | ------ |
| 1      | Vietnam       | 3   | 3       | 1      | 7      |
| 2      | Cambogia      | 1   | 0       | 1      | 2      |
| 2      | Mongolia      | 1   | 0       | 1      | 2      |
| 4      | Taipei cinese | 1   | 0       | 0      | 1      |
| 5      | Corea del Sud | 0   | 3       | 2      | 5      |
| 6      | India         | 0   | 0       | 1      | 1      |
| Totale | Totale        | 6   | 6       | 6      | 18     |

## Podi
| Evento                | Oro          | Argento          | Bronzo        |
| Individuale maschile  | Wei Lian-Jun | The Gia Nam Phan | Shin Jin-ho   |
| Individuale femminile | Ha Vi Tran   | Koh Eun-byeol    | Sous Sreypov  |
| Coppia mista          | Vietnam      | Vietnam          | Corea del Sud |
| Trio                  | Cambogia     | Corea del Sud    | Vietnam       |
| Gruppo                | Vietnam      | Corea del Sud    | Mongolia      |
| Dance                 | Mongolia     | Vietnam          | India         |